# 慕容婉儿

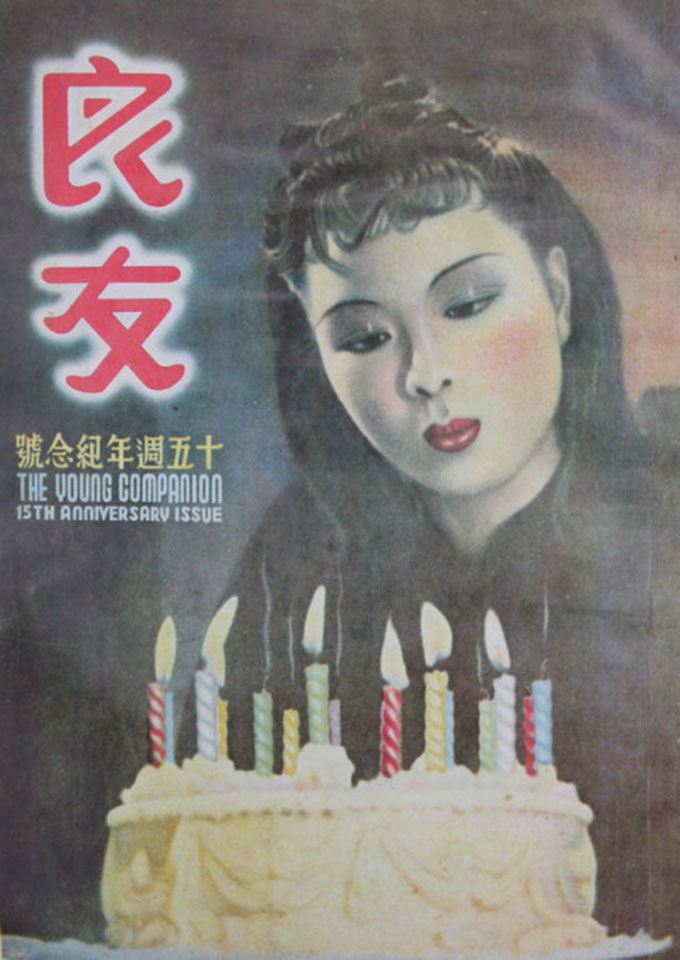
良友15週年紀念號上的慕容婉儿

慕容婉儿（1920年—1970年），中國女演員、電影翻譯，上海人，原名钱欣珍，1939年毕业于裨文女中。后参加上海剧艺社，演出《上海屋檐下》、《碧血花》、《武則天》、《夜光杯》、《清宮怨》、《楚霸王》和《李秀成之死》等话剧。1940年后在上海国华、金星、民华等影业公司任演员，参加拍摄《孔夫子》、《孤岛春秋》、《故城风云》、《花溅泪》、《西厢记》、《地老天荒》、《惜分飞》和《艺海春秋》等影片。日軍攻佔上海后前往香港。1951年她从香港返回中國大陸，进入中南军区文工团任演员。1953年起任上海電影製片廠翻譯，專門翻譯外國影片。1970年因癌症去世。